# 松平親賢
松平 親賢（まつだいら ちかかた）は、豊後杵築藩の第7代藩主。能見松平家13代

## 略伝
第5代藩主・松平親盈の次男。天明5年（1785年）5月23日、先代藩主で兄の親貞が隠居したため、その養嗣子となって跡を継いだ。天明6年（1786年）から大学者として知られる三浦梅園を三顧の礼をもって家臣に迎え、行き詰まった藩政を再建するための藩政改革を行なった。寛政11年（1799年）、幕府の命により湯島聖堂再建費用として4858両を献金した。享和2年（1802年）9月28日、50歳で死去した。跡を甥で養嗣子の親明が継いだ。